# Narcotici Anonimi
Narcotici anonimi è un organismo internazionale no-profit, fondato da gruppi di auto mutuo aiuto per il recupero di tossicodipendenti ed è una delle organizzazioni basate sui Dodici Passi, presente in circa centoquaranta paesi del mondo.
Narcotici Anonimi ebbe origine dal programma di Alcolisti Anonimi alla fine degli anni quaranta. Le prime riunioni di NA (sigla di Narcotici Anonimi) si svolsero in California, a Los Angeles, nel 1953. La "fratellanza" di NA iniziò come una piccola organizzazione statunitense, per divenire poi una delle prime e più grandi organizzazioni internazionali di questo genere. Per molti anni NA crebbe molto lentamente, allargandosi da Los Angeles alle altre maggiori città del Nord America, fino in Australia nei primi anni settanta. Poi nel giro di pochi anni si formarono gruppi in Brasile, Colombia, Germania, India, Giappone, Nuova Zelanda, Regno Unito e Irlanda. Nel 1983 Narcotici Anonimi pubblicò il suo Testo Base, che contribuì alla sua crescita; alla fine dello stesso anno NA era diffusa in dodici nazioni, con 2.966 riunioni. Oggi l'organizzazione è una fratellanza multi-lingue e multi-culturale con più di 70.000 incontri settimanali in più di 140 paesi (dati aggiornati al 2024). Letteratura e opuscoli informativi di Narcotici Anonimi sono attualmente disponibili in 47 lingue, con traduzioni in corso in altre 16 lingue.

## Destinatari
Chiunque desideri smettere di usare droghe può divenire membro di Narcotici Anonimi. Non ci sono restrizioni sociali, religiose, economiche, razziali, etniche, nazionali, di sesso o di classe sociale per far parte di NA. L'appartenenza a Narcotici Anonimi è completamente volontaria; non si tengono registri di iscrizione o di partecipazione né per i membri, né per chiunque altro. I membri vivono nella società e partecipano alle riunioni secondo la propria disponibilità di tempo. Non ci sono quote o compensi da pagare per partecipare agli incontri. L'appartenenza non è circoscritta ai dipendenti che usano una droga particolare. Tutti quelli che pensano di poter avere un problema di droghe, legali o illegali - incluso l'alcol - sono bene accetti in NA, perché il recupero in Narcotici Anonimi si focalizza sul problema della dipendenza, e non su una droga in particolare.
Non bisogna essere "puliti" (astinenti dalle droghe) per partecipare alle sedute.
Una delle chiavi del successo di NA è il valore terapeutico di dipendenti che interagiscono e recuperano con altri dipendenti. I membri condividono le proprie sfide e i propri successi nello sforzo di uscire dalla dipendenza attiva e vivere, puliti dalle droghe, vite produttive applicando principi contenuti nei Dodici Passi e nelle Dodici Tradizioni di NA. Questi principi costituiscono il fulcro del programma di recupero di Narcotici Anonimi.

## Anonimato
La condizione fondamentale dell'anonimato consente ai dipendenti di frequentare le riunioni senza temere ripercussioni a livello legale o sociale. Questa è una considerazione importante per un dipendente che per la prima volta pensa di andare a una riunione. L'anonimato inoltre consente un'atmosfera d'uguaglianza durante le riunioni. Infine aiuta ad assicurare che né la personalità di un singolo, né circostanze particolari siano considerate più importanti del messaggio di recupero condiviso in NA.

## Finanziamento e posizione sociale
Al fine di mantenere il suo obiettivo, Narcotici Anonimi ha stabilito una tradizione di non ingerenza e non prende posizione al di fuori della sua specifica sfera di azione. Narcotici Anonimi non esprime opinioni pro o contro questioni civili, sociali, mediche, legali o religiose. Non si esprime inoltre in merito a problematiche strettamente connesse alla dipendenza quali: criminalità, sicurezza, legalizzazione o proibizionismo delle droghe, prostituzione, infezioni da HIV o HCV o programmi di distribuzione siringhe. Narcotici Anonimi si rende completamente autonoma grazie alle donazioni dei propri membri e non accetta contributi finanziari da non membri. Basandosi sul medesimo principio, gruppi e comitati di servizio sono amministrati da membri di NA per conto di membri di NA. Narcotici Anonimi non avalla né si oppone a qualsiasi altra filosofia o metodologia. Lo scopo primario di NA è creare un ambiente di recupero dove i tossicodipendenti possano condividere l'un l'altro le loro esperienze. Rimanendo libera da distrazioni e controversie, NA può concentrare tutta la sua energia su questo aspetto.
L'anonimato dei membri viene mantenuto nei media in conformità alle Dodici Tradizioni.

## Organizzazione di servizio
Il primo servizio che Narcotici Anonimi offre è la riunione. Ogni gruppo si gestisce autonomamente basandosi sui principi comuni all'intera organizzazione così come espressi nella letteratura di NA. La maggioranza dei gruppi affitta lo spazio per le proprie riunioni presso edifici pubblici, religiosi o di uso civico. Singoli membri conducono le riunioni mentre altri membri partecipano condividendo la propria esperienza di recupero dalla dipendenza. I membri del gruppo operano insieme anche per lo svolgimento di tutte le attività connesse alla gestione di una riunione. In un paese in cui Narcotici Anonimi è una fratellanza relativamente nuova ed emergente il gruppo NA rappresenta l'unico livello di organizzazione. Laddove esiste un certo numero di gruppi e l'associazione ha avuto un'opportunità di crescita e stabilità, vengono invece eletti dei rappresentanti per formare un comitato di servizio locale. I comitati locali offrono in genere svariati servizi, tra i quali: diffusione della letteratura di NA; servizio telefonico di informazione e aiuto; presentazioni per professionisti del settore e della sanità in generale, organizzazioni civiche, agenzie governative e scuole; presentazioni per introdurre il programma di NA a pazienti in trattamento o detenuti; mantenere aggiornati gli elenchi delle riunioni per l'informazione dei singoli o di chiunque possa essere interessato. In alcuni paesi, in particolare quelli più grandi o nei quali Narcotici Anonimi è stabilmente presente, un certo numero di comitati locali o di area si sono riuniti per creare comitati regionali. Tali comitati regionali gestiscono servizi all'interno di confini geografici più ampi, mentre quelli locali o di area svolgono servizi locali. Un'assemblea internazionale di delegati, conosciuta come Conferenza dei Servizi Mondiali(WSC), fornisce direttive su questioni che riguardano l'intera organizzazione. Più importanti fra le priorità dei servizi mondiali di NA sono le azioni che sostengono le comunità NA emergenti e in via di sviluppo e la traduzione della letteratura di Narcotici Anonimi.

## Le riunioni
In Narcotici Anonimi l'approccio al recupero sta nella convinzione del valore terapeutico di un dipendente che ne aiuta un altro. I membri partecipano alle riunioni di Narcotici Anonimi parlando delle proprie esperienze e del proprio recupero dalla dipendenza. Le riunioni di Narcotici Anonimi non sono rigidamente strutturate, si svolgono in un luogo affittato dal gruppo e sono condotte a turno da un membro che apre e chiude la riunione. Le riunioni di Narcotici Anonimi e gli altri servizi sono finanziati interamente dai contributi volontari dei membri e dalla vendita della letteratura sul recupero; non sono accettate contribuzioni dalle persone che non sono membri di Narcotici Anonimi. La maggior parte delle riunioni sono tenute con regolarità nell'arco della settimana alla stessa ora e nello stesso luogo, di solito in una struttura pubblica. Esistono due tipi fondamentali di riunioni: quelle aperte al pubblico e quelle chiuse, riservate a chi si ritiene un dipendente o pensa di avere un problema con le droghe. A loro volta si distinguono in riunioni di partecipazione, di domande e risposte, a tema, con degli oratori o combinando queste modalità. Lo scopo di una riunione è comunque sempre lo stesso: offrire un ambiente idoneo e degno di fiducia per il recupero personale.

## Come funziona?
I dipendenti che si aiutano reciprocamente nel recupero costituiscono le fondamenta di Narcotici Anonimi. I membri si incontrano regolarmente per condividere le proprie esperienze di recupero. I membri con maggiore esperienza (chiamati sponsor) collaborano con i nuovi venuti a livello individuale. I Dodici Passi costituiscono il fulcro del programma di Narcotici Anonimi. Questi "passi" sono un insieme di linee guida che indicano un approccio pratico al recupero. Seguendo queste linee guida e lavorando a stretto contatto con gli altri membri, i dipendenti imparano a smettere di usare droghe e ad affrontare le prove della vita quotidiana. Narcotici Anonimi non è un'organizzazione religiosa e non appoggia nessun credo particolare. Suggerisce invece dei principi spirituali quali l'onestà , l'apertura mentale, la fede, la buona volontà  e l'umiltà, principi che possono essere applicati nella vita di tutti i giorni. L'applicazione pratica di questi principi è lasciata alla libertà  del singolo. Il recupero in Narcotici Anonimi non è una cura miracolosa che agisce entro un determinato periodo di tempo, ma è un processo continuo e individuale. I membri prendono personalmente la decisione di riunirsi, e recuperano nei propri tempi.

## Efficacia
Allo stesso modo dei componenti delle altre Associazioni, sono molte le testimonianze disponibili di membri di Narcotici Anonimi che dichiarano di aver avuto dei buoni risultati di sobrietà grazie al metodo della terapia di gruppo. 
Va segnalato che in alcune nazioni alcune persone vengono indirizzate al gruppo direttamente dai servizi sociali. In particolare negli Stati Uniti ci sono casi che vengono mandati al gruppo dai giudici, con frequenza obbligatoria, a seguito di avvenimenti con rilevanza giuridica
.
Con eccezione quindi di coloro che partecipano alle riunioni per adempiere a un'ordinanza giudiziaria, i membri del gruppo, allo stesso modo degli Alcolisti Anonimi, partecipano con frequenza libera e sono volontari, non selezionati a caso all'interno della popolazione di tossicomani, e questo determina come anche per N.A. non sia facilmente confermabile un'efficacia scientifica del programma. Infatti l'uso del metodo dei gruppi di sostegno risulta ampiamente consigliato da vari terapeuti e autori internazionali, quali Patrick Carnes, Kimberly Young e Claudia Black.